# Pastewnik
Pastewnik je polská vesnice nacházející se v gmině Marciszów v Dolnoslezském vojvodství. Zastavěná plocha má podlouhlý charakter orientovaný od severu na jih. Středem vesnice prochází silnice. Uprostřed se nachází kostel a nedaleko něj i hřbitov.

## Správní rozdělení
V letech 1975–1998 patřilo město administrativně do Jelenohorského vojvodství.

## Místo
Pastewnik se nachází na Východním hřbetu Kačavských hor, v jeho jižní části, v údolí bezejmenného potoka tekoucího na jih a vlévajícího se v Ciechanowicích do řeky Bobr. Rochowicka Woda má prameny pod severní částí obce. Na východ od vesnice se nachází nejvyšší vrchol Východního hřbetu - Poręba a na západ - Długotka, Popiel a Sośniak.

## Galerie

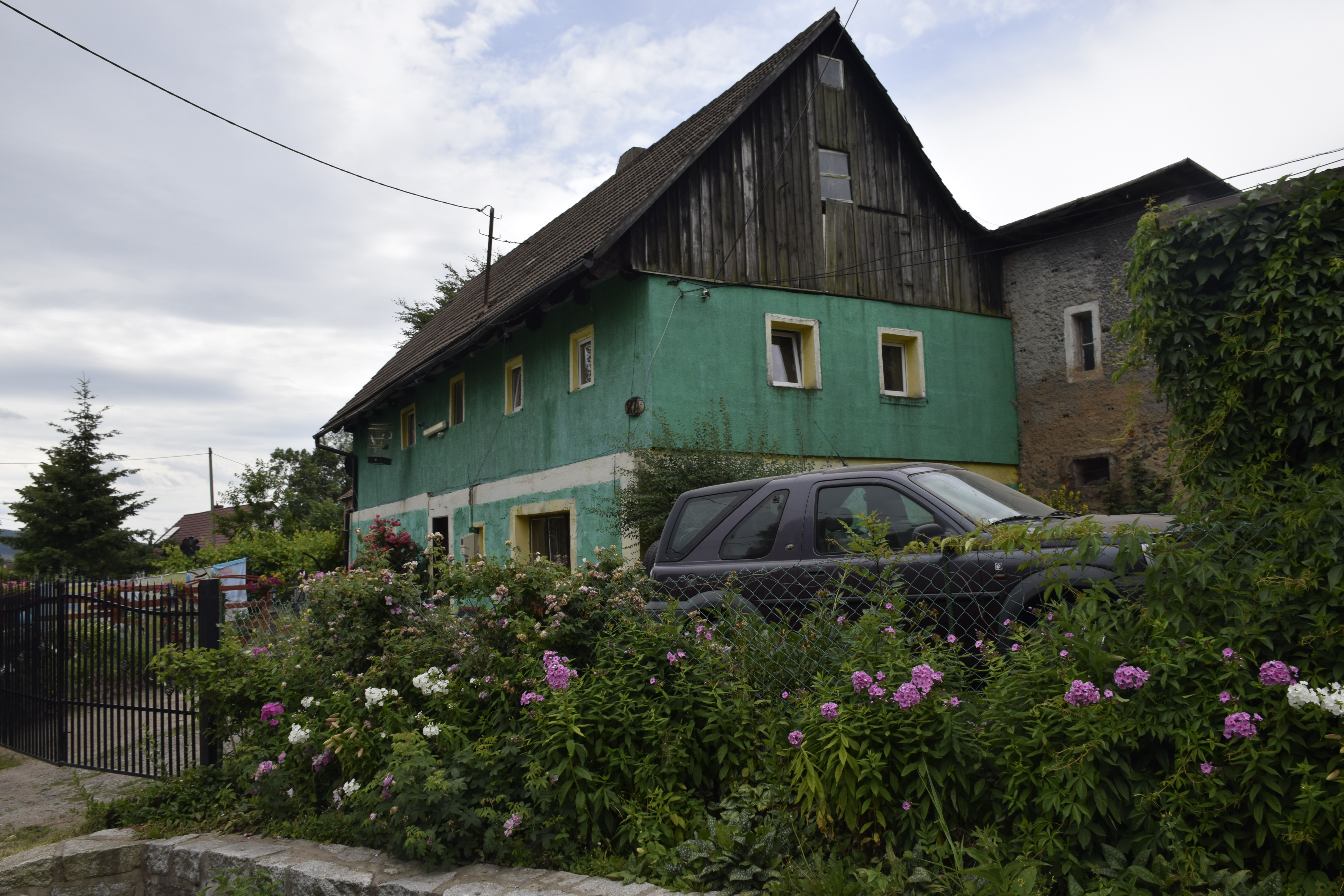
Zelený dům
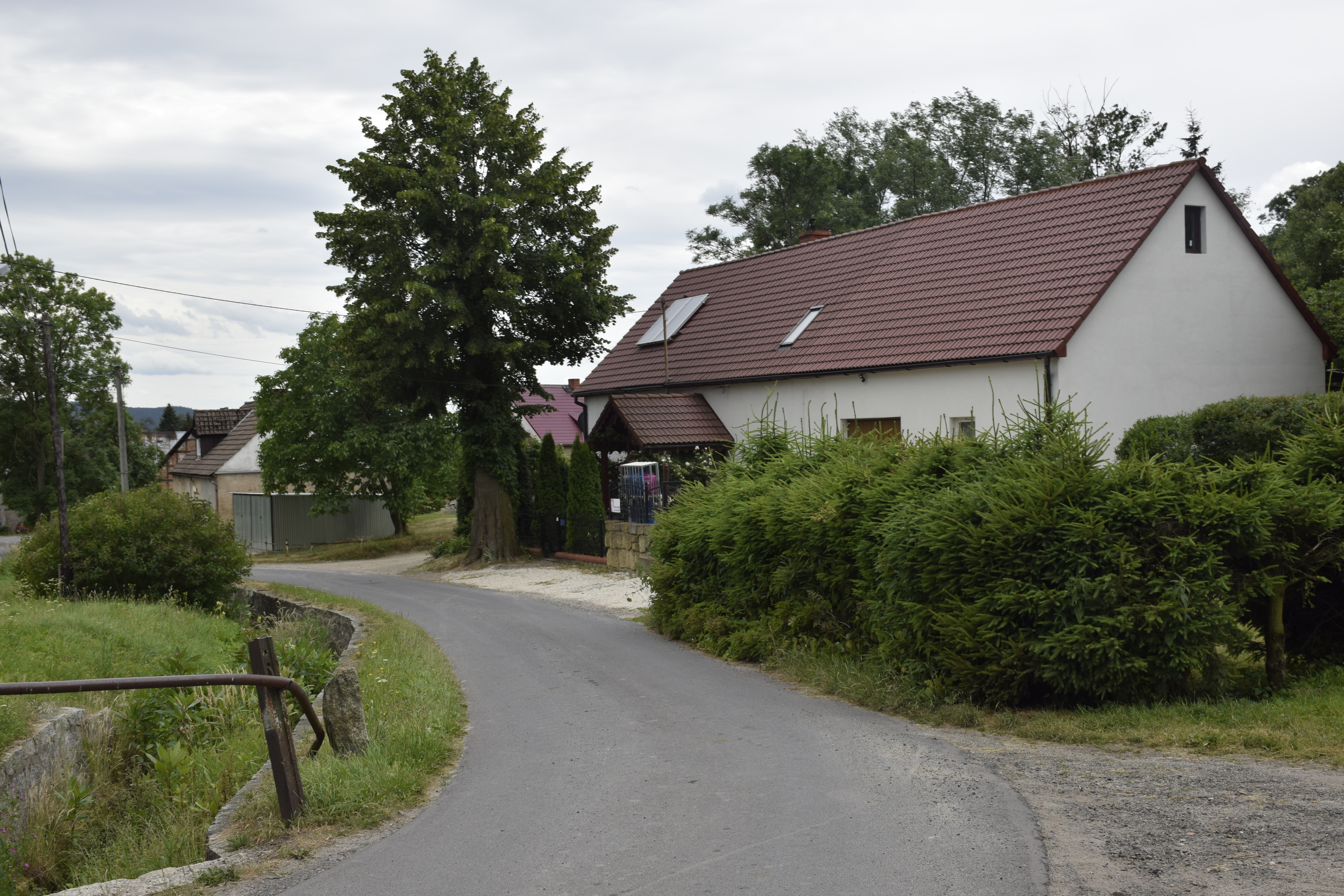
Silnice
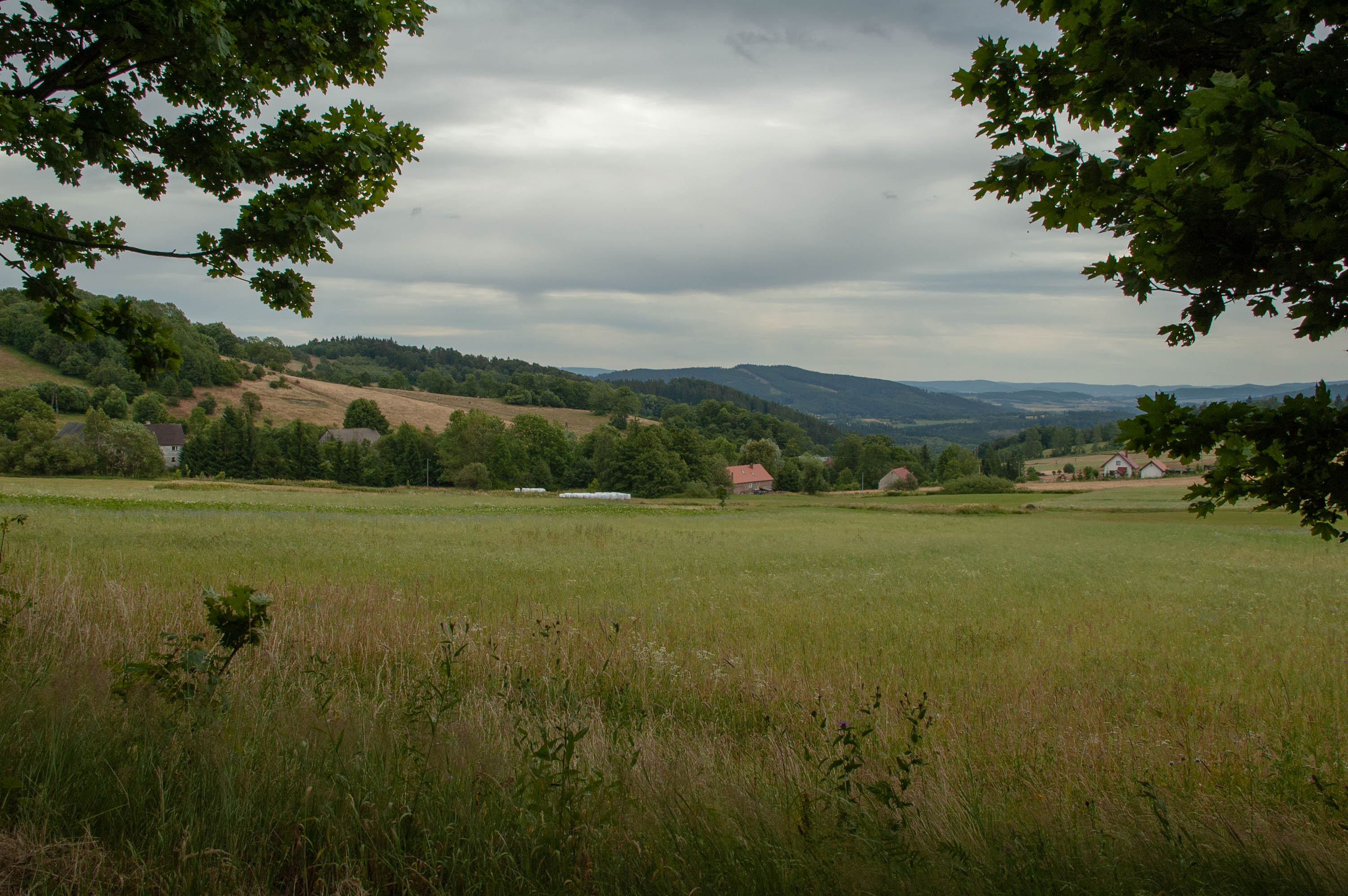
Pohled na ves zdáli
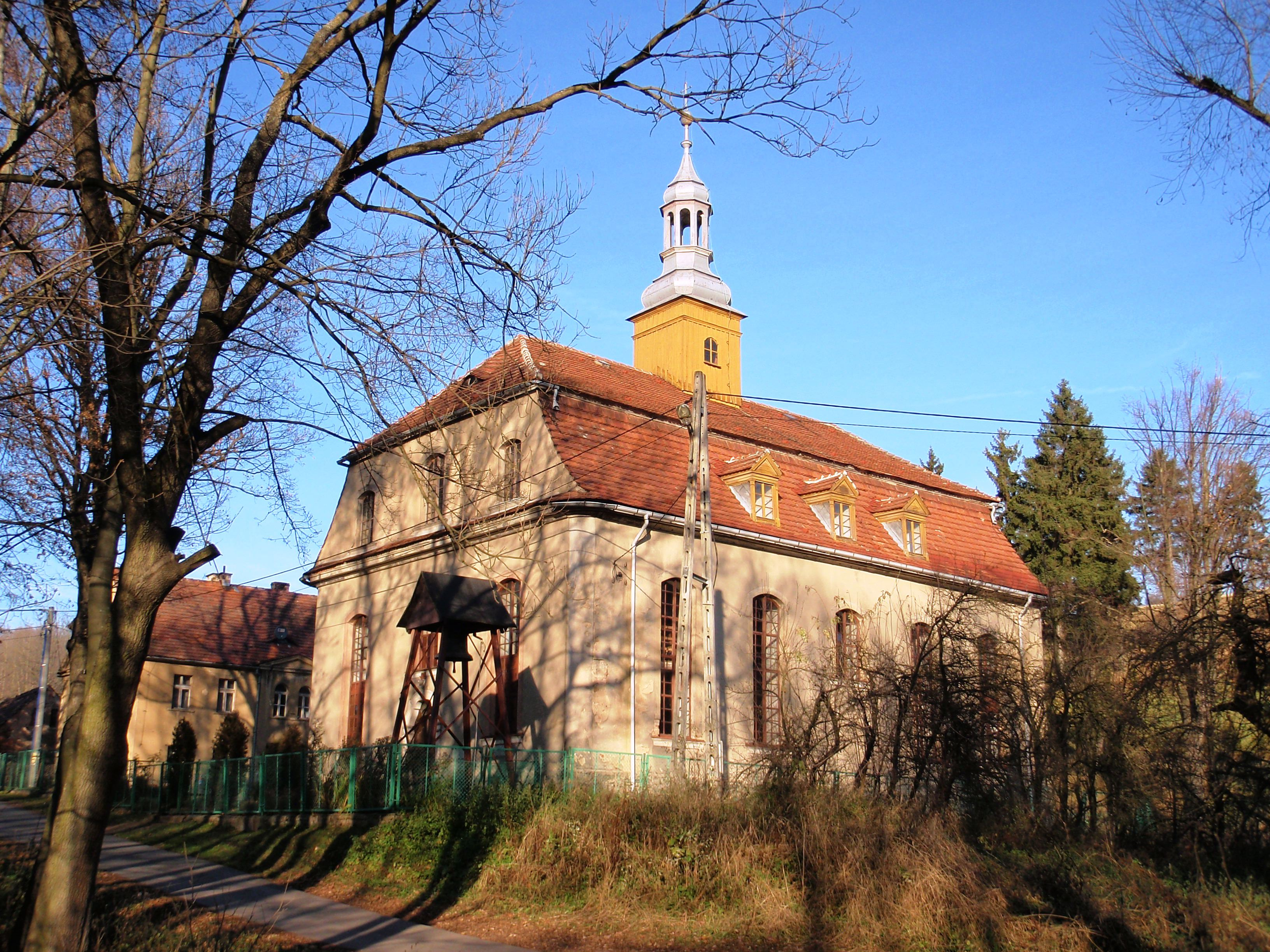
Kostel svatého Josefa
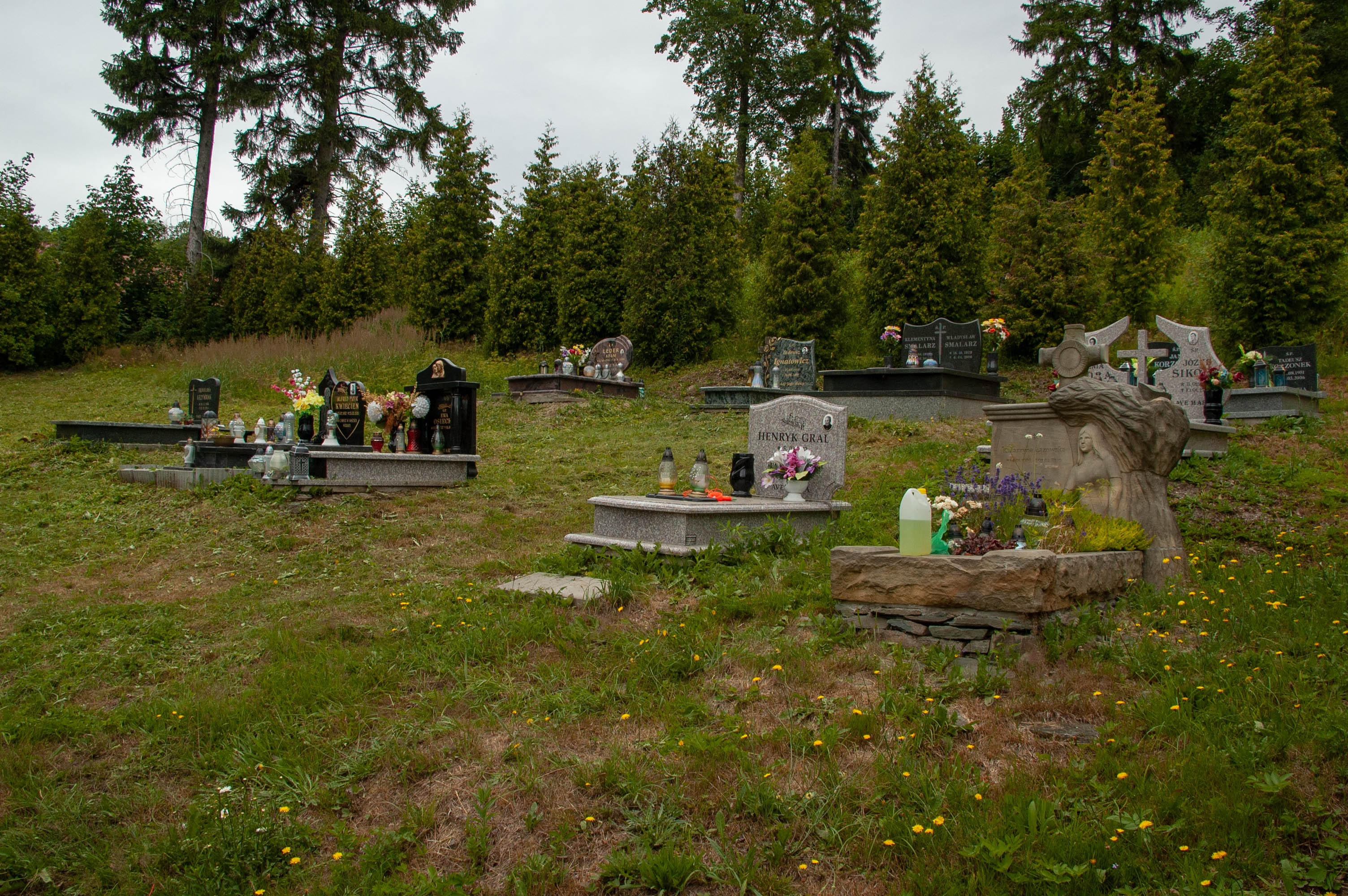
Hřbitov
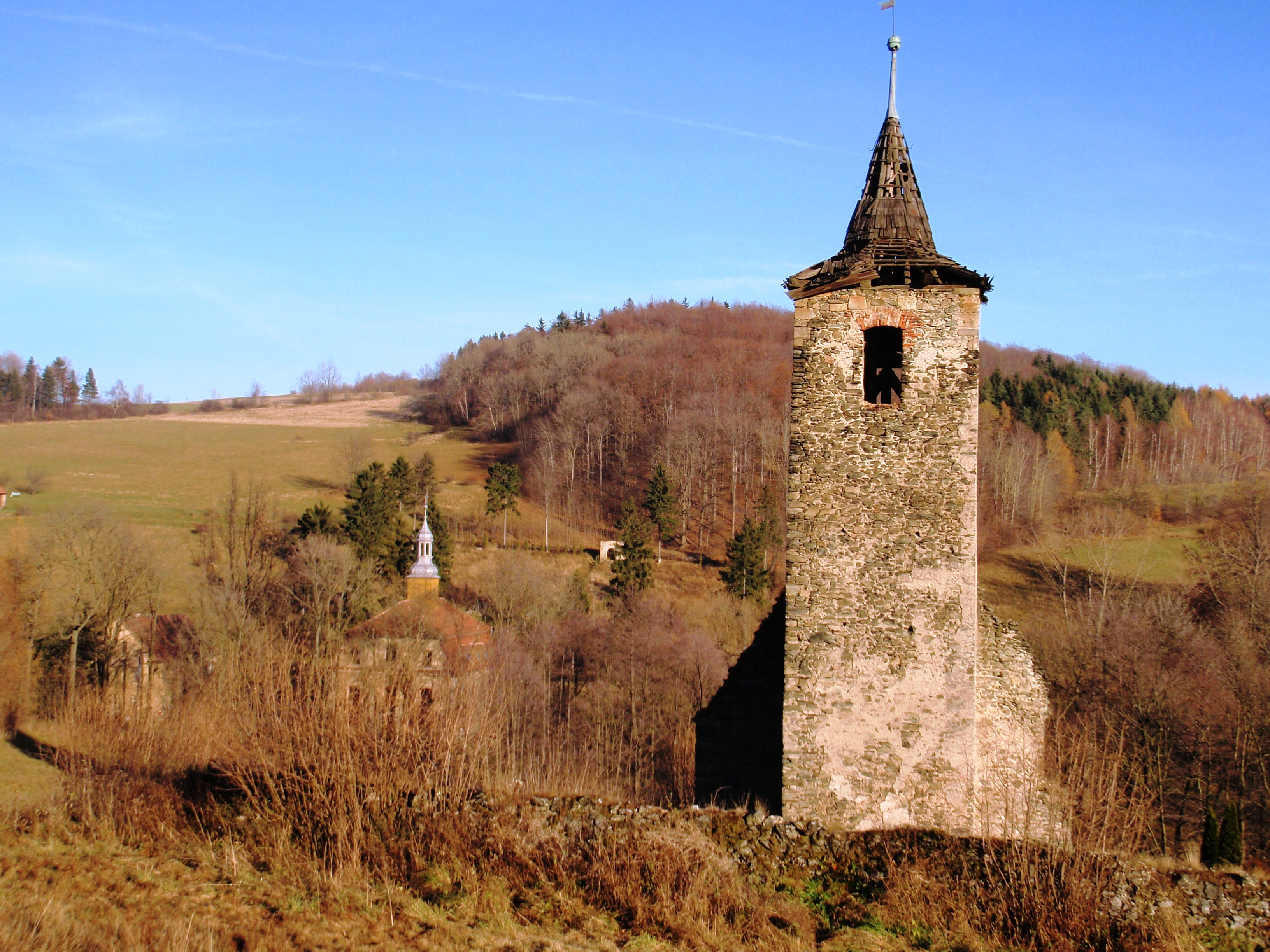
Ruiny kostela